# بوب موسى
بوب موسى (بالإنجليزية: Bob Moses)‏ هو عازف جاز أمريكي، ولد في 28 يناير 1948 في بروكلين في الولايات المتحدة.

## وصلات خارجية
- بوب موسى على موقع ميوزك برينز (الإنجليزية)
- بوب موسى على موقع أول ميوزيك (الإنجليزية)
- بوب موسى على موقع ديسكوغز (الإنجليزية)